# José Olguín
José Olguín Rodrigo (19 dicembre 1926 – Città del Messico, 4 maggio 1998) è stato un pallanuotista messicano.
Ha fatto parte del Messico che ha partecipato al torneo di pallanuoto ai Giochi di Helsinki 1952, assieme ai fratelli Otilio e Gustavo.
Nel 1950, 1954 e nel 1959, ha vinto l'oro ai Giochi centramericani e caraibici.